# ناودانک

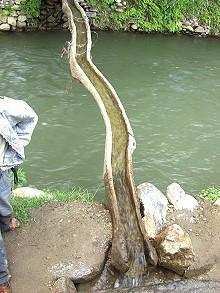
نمونه‌ای از یک ناودانک در گل‌بهار افغانستان.

به زمین‌های شمال سرپل تجریش، نودونک' یا ناودانک می‌گویند. علت شهرت این زمین‌ها به این نام آنست که برای بردن آب قناتی که بر دست راست درهٔ گلابدره آفتابی می‌شد، ناوی ساخته بودند که بر سر چارپایه چوبی درون دره اتکا داشت. آب قنات در آن ناو به سوی دیگر دره می‌رفت. ناودونک به رودخانه گلابدره و گورستان قدیم تجریش محدود می‌شد و از تجریش از کوچه محله بالا بدانجا می‌رفتند. باغی و زمین‌های کشتزاری و چند خانواری ساکن داشت. این زمینها اکنون بخشی از شهر تهران است.

## منبع
- ستوده، منوچهر: جغرافیای تاریخی شمیران، پوشینه یکم، تهران ۱۳۷۱ خ. دیمه (صفحه) ۲۳۴